# 唆南罗古罗思
唆南罗古罗思（藏語：བསོད་ནམས་བློ་གྲོས་，威利转写：bsod-nams blo-gros，1332年—1362年）即喇钦索南洛追，藏族，藏传佛教萨迦派高僧，元朝帝师。

## 生平
汉文史籍中未见记载此人。《萨迦世系史》记载，他属于萨斯迦款氏家族都却拉章。其父是贡噶勒贝迥乃坚赞贝桑布，受封白兰王，尚公主，赐金印、玉印，领西蕃三区。其母是后藏昂仁地方贵族家的女儿。他出生于元文宗至顺三年（1332年），被迎请至元朝朝廷任帝师，元顺帝至正二十二年（1362年）逝于大都，享年31岁。其弟扎巴坚赞（1336年－1378年），袭封白兰王，赐金印。